# Pałac Brühla w Warszawie
Pałac Brühla, rzadziej pałac Sandomierski – rokokowy pałac, który znajdował się w Warszawie przy ul. Wierzbowej 1 i przy placu marsz. Józefa Piłsudskiego. Został zniszczony przez Niemców po upadku powstania warszawskiego w grudniu 1944 roku, razem z sąsiednim pałacem Saskim. Planowana jest odbudowa obu pałaców.

## Historia
Pałac wybudowany został w latach 1639–1642 dla marszałka sejmu i wojewody sandomierskiego Jerzego Ossolińskiego. Był to wtedy budynek piętrowy, na planie czworokąta, z dwiema wieżyczkami w rogach budynku od strony ogrodu.
Na polecenie Józefa Karola Lubomirskiego w latach 1681–1696 nastąpiła przebudowa według projektu Tylmana z Gameren. Od frontu dobudowano wtedy dwa dwupiętrowe alkierze ze stożkowymi dachami i wnękami na zdobiące je rzeźby królów. Od strony ogrodu dobudowano dwa trzykondygnacyjne, siedmioosiowe pawilony.
W pałacu zainstalowano pierwsze w Warszawie dźwigi osobowe (windy), przeznaczone dla Jerzego Ossolińskiego i jego żony. Szyb jednej z nich został odnaleziony przez Jana Zachwatowicza podczas przebudowy budynku na siedzibę Ministerstwa Spraw Zagranicznych w latach 30. XX wieku.
W 1750 pałac został zakupiony przez Henryka Brühla, pierwszego ministra króla Augusta III Sasa. Dla niego w latach 1754–1759 przeprowadzono kolejną przebudowę. Autorami projektu byli dwaj architekci: Joachim Daniel Jauch i Johann Friedrich Knöbel. Nastąpiły wtedy duże zmiany w wyglądzie budynku, który rozbudowano w stylu rokokowym. Jego środkową część podwyższono do wysokości dwóch pięter i przykryto mansardowym dachem. Nad wejściem dobudowano balkon. W miejsce wnęk z rzeźbami w alkierzach wstawiono okna. Po obu stronach dziedzińca wybudowano dwupiętrowe oficyny. Od strony placu Saskiego pojawiła się okazała brama, natomiast od strony ogrodu budynek ozdobiono kolumnadą.
29 maja 1787 Rada Nieustająca przyjęła bezprecedensową w historii stosunków międzynarodowych uchwałę o zakupie z funduszy państwa pałacu Brühla jako siedziby dla ambasady Rosji za sumę 1 miliona złotych. Pieniądze te, pochodzące z nadwyżek budżetu, miały być przeznaczone na wyposażenie polskiej armii.
W latach 1787–1788 odbył się remont generalny. Pracami kierował Dominik Merlini, projektant Łazienek Królewskich. Wtedy też zbudowano nową salę balową w skrzydle północnym od ogrodu. Mieściły się tu później ambasady: Rosji i Francji. W okresie Królestwa Polskiego pałac był miejscem urzędowania wielkiego księcia Konstantego i Nikołaja Nowosilcowa.
W 1882 przeprowadzono kolejną przebudowę, która miała na celu przystosowanie budynku dla Centralnego Biura Telegraficznego (Głównego Urzędu Telegraficznego). Powstało wtedy dodatkowe wejście od ul. Kotzebue (obecnie Fredry). Obniżono dach nad korpusem głównym nad którym zbudowano jednopiętrową nadbudówkę oraz obniżono z czasem wysokość zwieńczeń alkierzy. Autorem projektu przebudowy pałacu był Karol Kozłowski. Przed 1932 rokiem wykonano rekonstrukcję elewacji alkierzy z czasów Tylmana, ale z wysokością i dachami z rokokowych projektów Jaucha i Knöbla. Przebudowano też elewację korpusu głównego usuwając niekorzystne przekształcenia otworów okiennych z XIX wieku.
Po przeniesieniu Głównego Urzędu Telegraficznego do nowo wybudowanego gmachu przy ul. Nowogrodzkiej 45 pałac przejęło Ministerstwo Spraw Zagranicznych. Od strony ul. Fredry powstało nowe, modernistyczne skrzydło budynku. Projekt tej przebudowy wykonał Bohdan Pniewski. Poziom dziedzińca przed pałacem obniżono o metr, pokrywając go kamiennymi płytami. Zaprojektowane przez Pniewskiego wnętrza, które ukończono w 1937, były jedną z najciekawszych kreacji architektonicznych lat międzywojennych. Tadeusz Jaroszewski napisał, że stanowiły one „najlepszy, najbardziej klasyczny przykład nurtu architektury polskiej dwudziestolecia międzywojennego, który należałoby nazwać nurtem nieawangardowej architektury nowoczesnej”.
5 grudnia 1938 w gmachu MSZ odsłonięto pomnik Józefa Piłsudskiego, autorstwa rzeźbiarza Stanisława Ostrowskiego.
W czasie obrony Warszawy we wrześniu 1939 uszkodzeniu uległ dach pałacu, jednak wyremontowano go, nieco podnosząc, w 1940 roku według projektu Juliusza Nagórskiego. Następnie, do 1944 roku, pałac był siedzibą gubernatora dystryktu warszawskiego Ludwiga Fischera. W budynku mieściła się także m.in. dyspozytornia systemu megafonów ulicznych (tzw. szczekaczek).
Z okresem wykorzystywania pałacu Brühla przez niemieckich okupantów wiążą się dwie historie związane z polskim podziemiem antyniemieckim. Pierwsza z nich dotyczy Teodory Żukowskiej ps. „Milena”, agentki Armii Krajowej, która od jesieni 1939 roku pracowała w pałacu – było to możliwe dzięki jej austriackiemu pochodzeniu. W ciągu czterech lat pracy Żukowska przekazała kierownictwu podziemia setki cennych informacji i dokumentów, wśród których znajdowały się comiesięczne raporty gubernatora Fischera, nazwiska donosicieli, listy osób mających zostać aresztowane, informacje o rzeczywistej sytuacji na froncie wschodnim, a nawet tajne przemówienie Fischera do podwładnych. Druga z historii odnosi się do członków Kedywu OW AK. W marcu 1943 roku nadali oni na Poczcie Głównej dziewięć paczek zawierających bomby zegarowe, z których jedna była zaadresowana do Ludwiga Fischera. Jej wybuch spowodował śmierć jednego i ranienie innego funkcjonariusza urzędu.
Pałac został wysadzony przez Niemców po upadku powstania warszawskiego, 19 grudnia 1944. Zachowały się pozostałości elementów rzeźbiarskich tympanonu i akroterionu pałacu Brühla. Są one eksponowane przy Muzeum Ziemi PAN w Warszawie. Popiersie Bohdana Pniewskiego znajdujące się na elewacji pałacu zostało ustawione po wojnie w ogrodzie jego willi, a później na wewnętrznym dziedzińcu Wydziału Architektury Politechniki Warszawskiej.

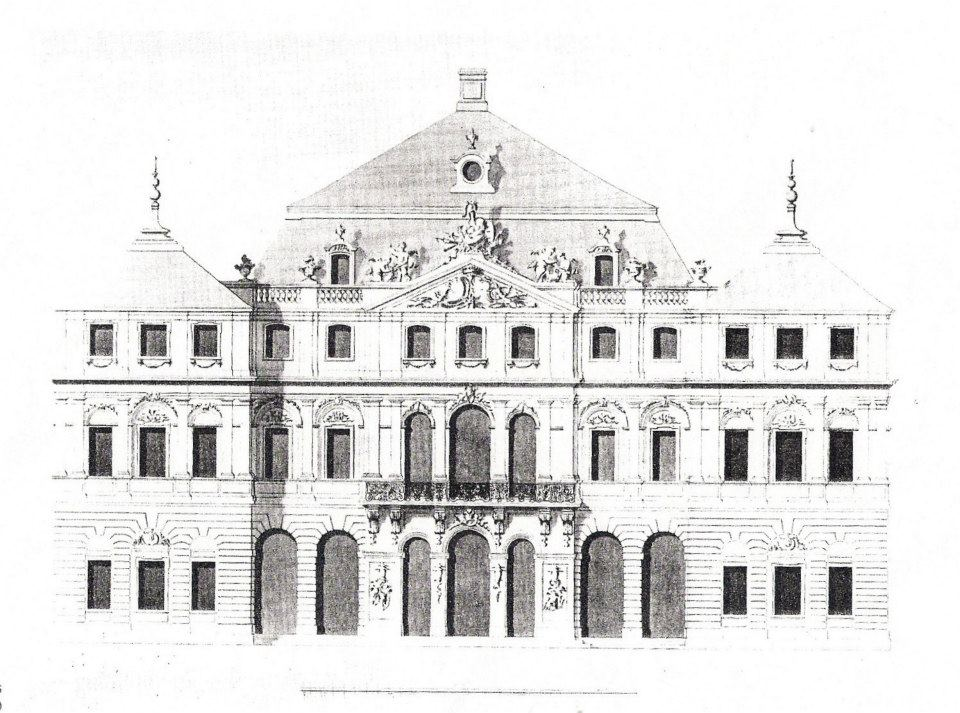
Elewacja pałacu w 2. połowie XVIII wieku
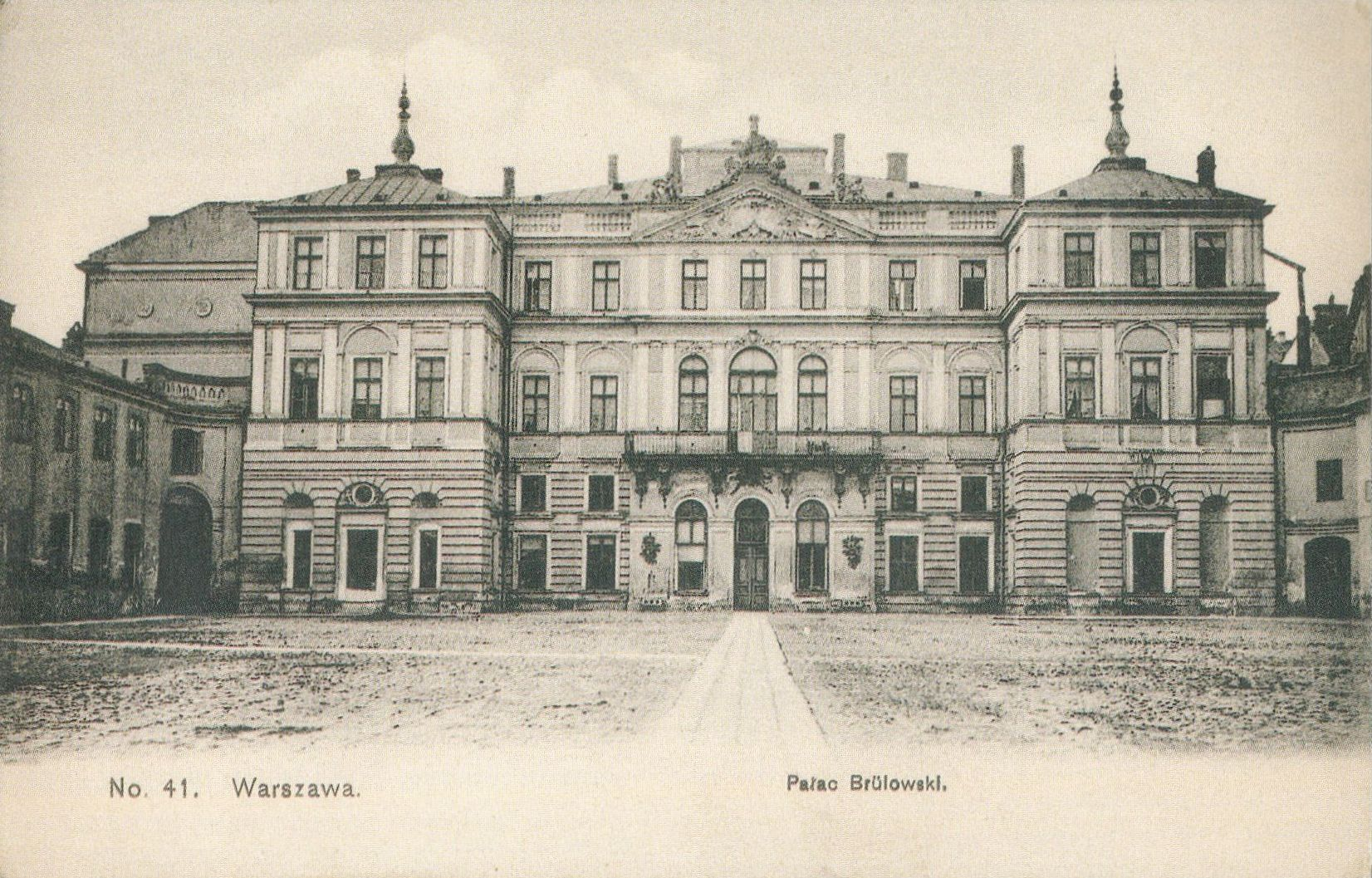
Pałac około 1908 roku
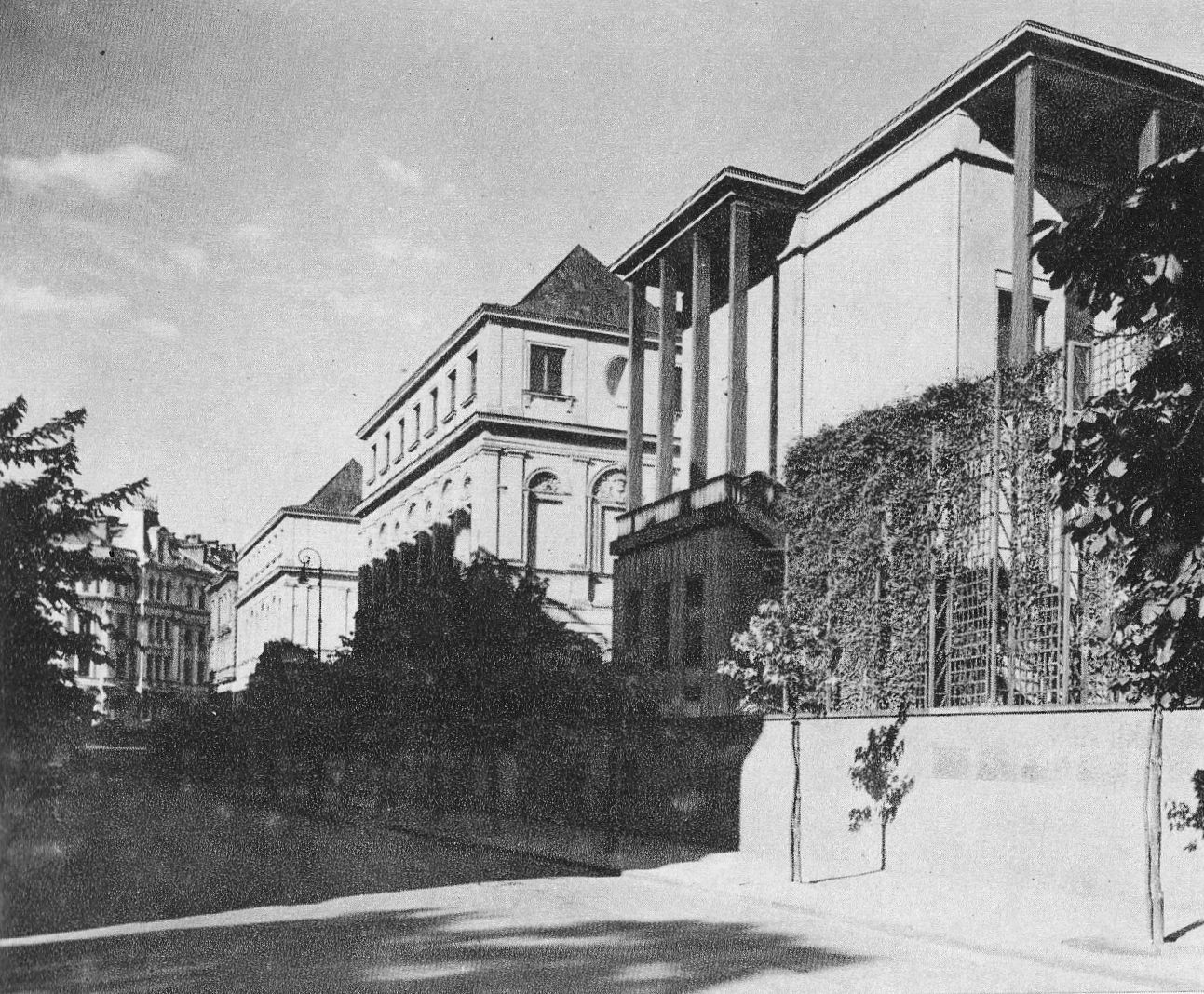
Elewacja tylna pałacu (od strony ul. Fredry), widoczne nowe skrzydło zaprojektowane przez Bohdana Pniewskiego
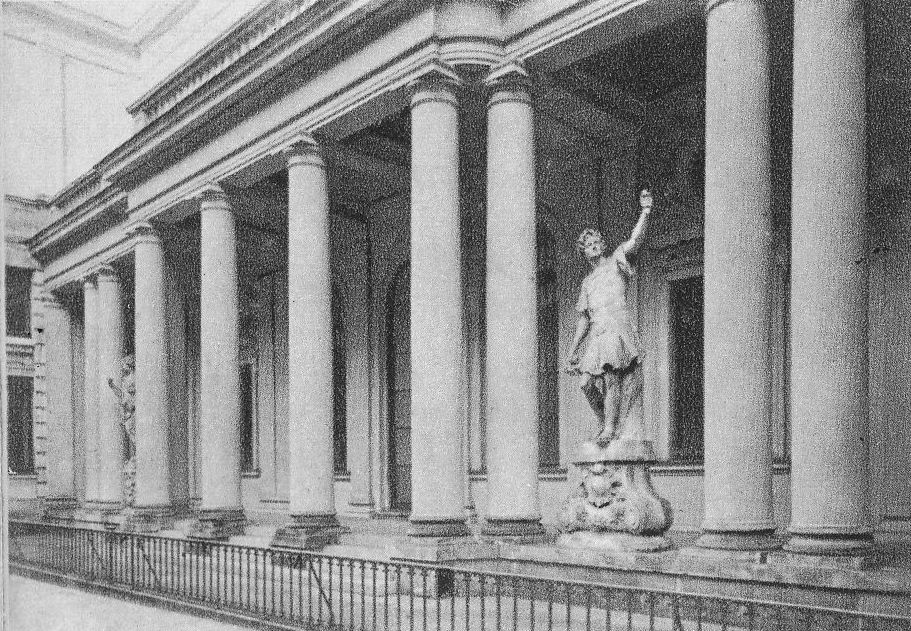
Kolumnada pałacu
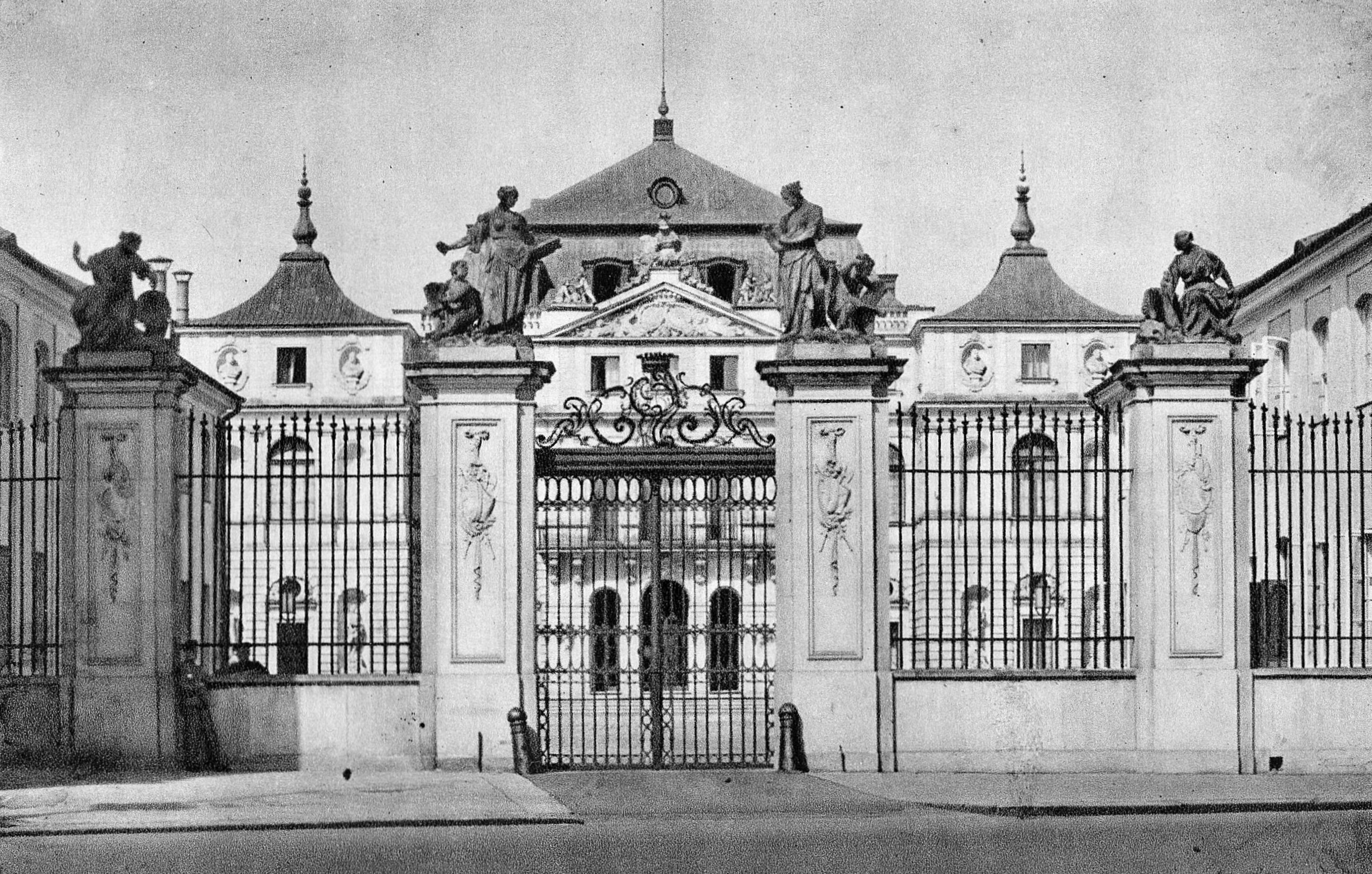
Brama pałacu przed 1939 rokiem
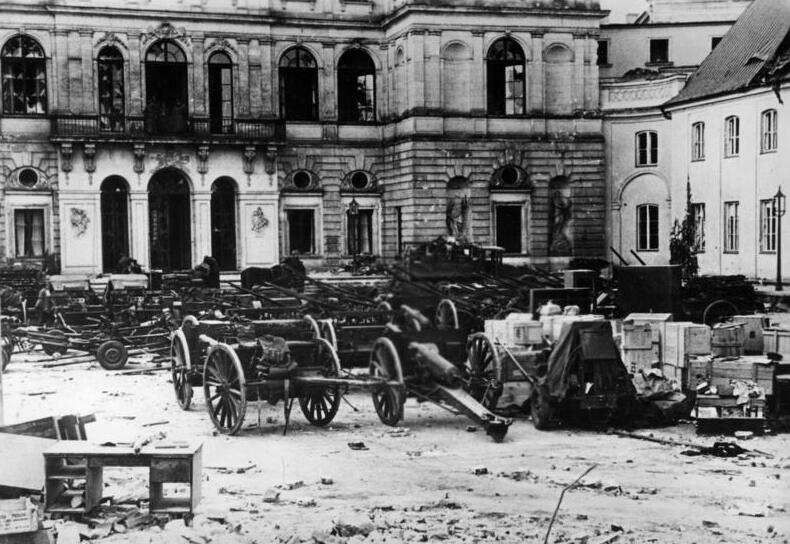
Pałac w październiku 1939 roku
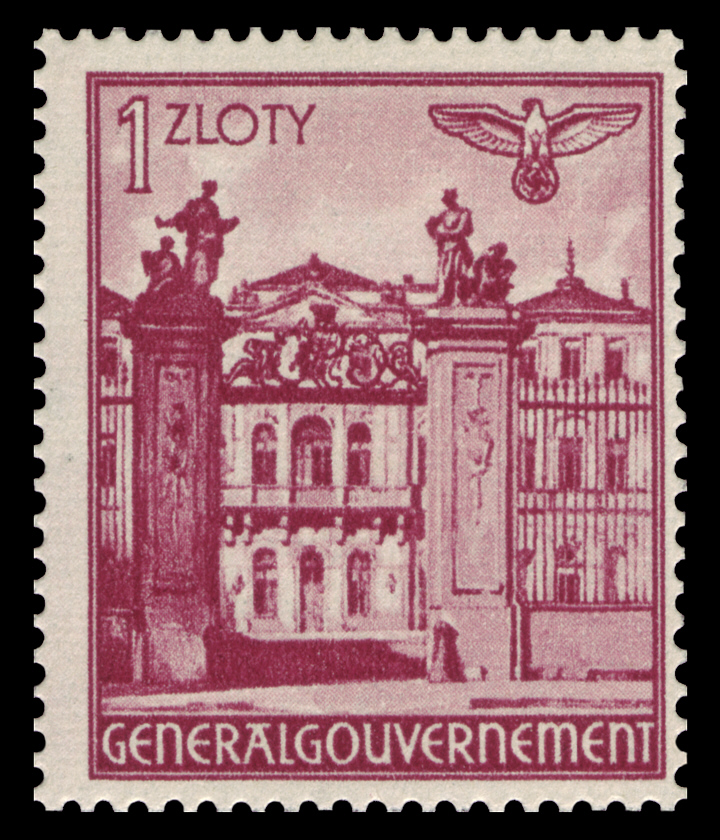
Pałac na znaczku pocztowym Generalnego Gubernatorstwa
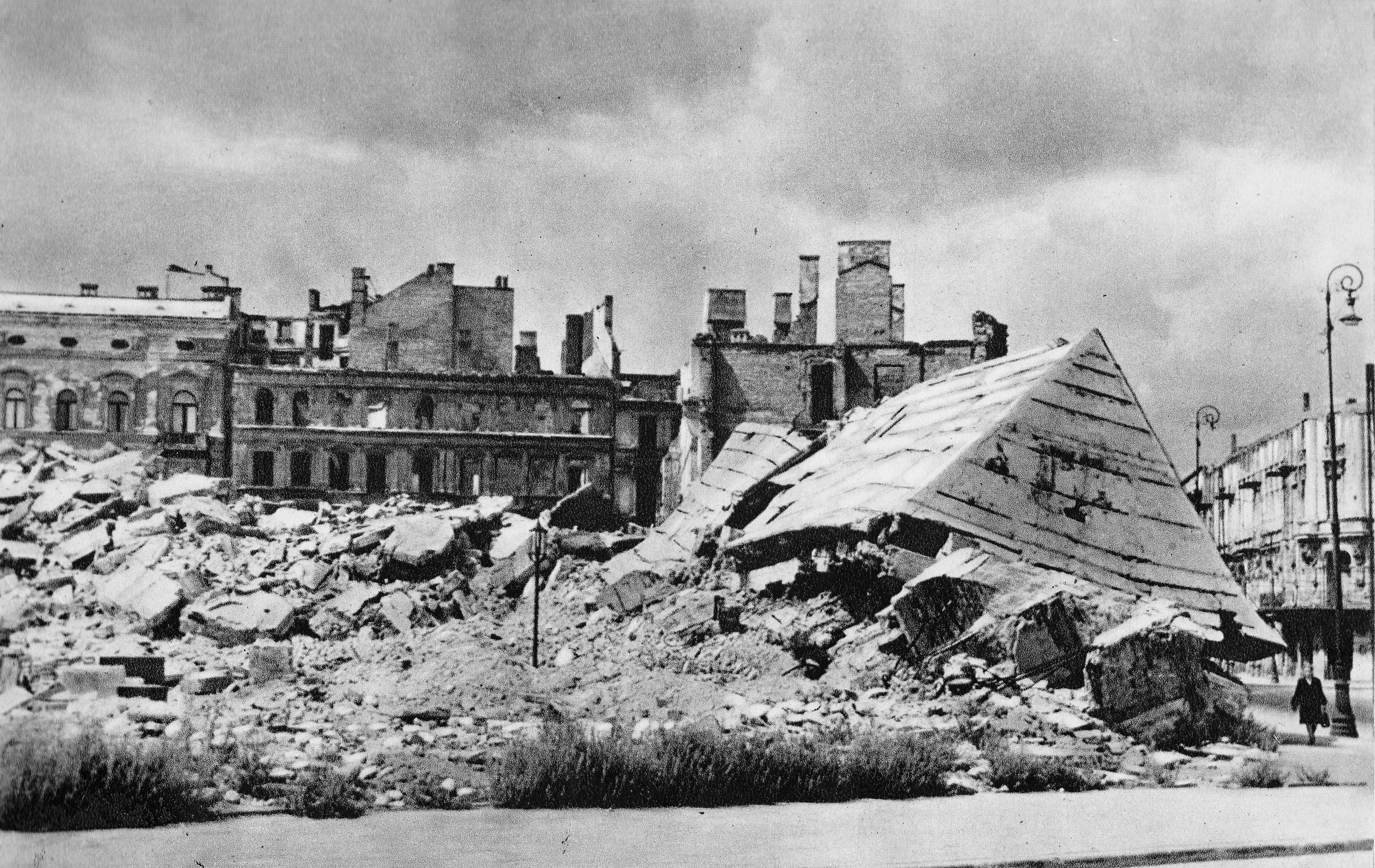
Ruiny pałacu po II wojnie światowej

### Odbudowa

#### Pierwsze plany i próby
Po zakończeniu II wojny światowej władze PRL brały pod uwagę odbudowę zachodniej pierzei placu Saskiego (przemianowanego na plac Zwycięstwa), której część stanowiły pałac Brühla i sąsiedni pałac Saski. Do końca istnienia PRL nie podjęto jednak żadnych konkretnych działań w sprawie odbudowy, a w miejscu pałacu Brühla posadzono drzewa i urządzono trawniki. W 1981 roku odsłonięto tam również pomnik Stefana Starzyńskiego, którego cokół został wykonany z fragmentu budynku. W 2008 roku monument odsłonięto ponownie w nowej lokalizacji na Saskiej Kępie.

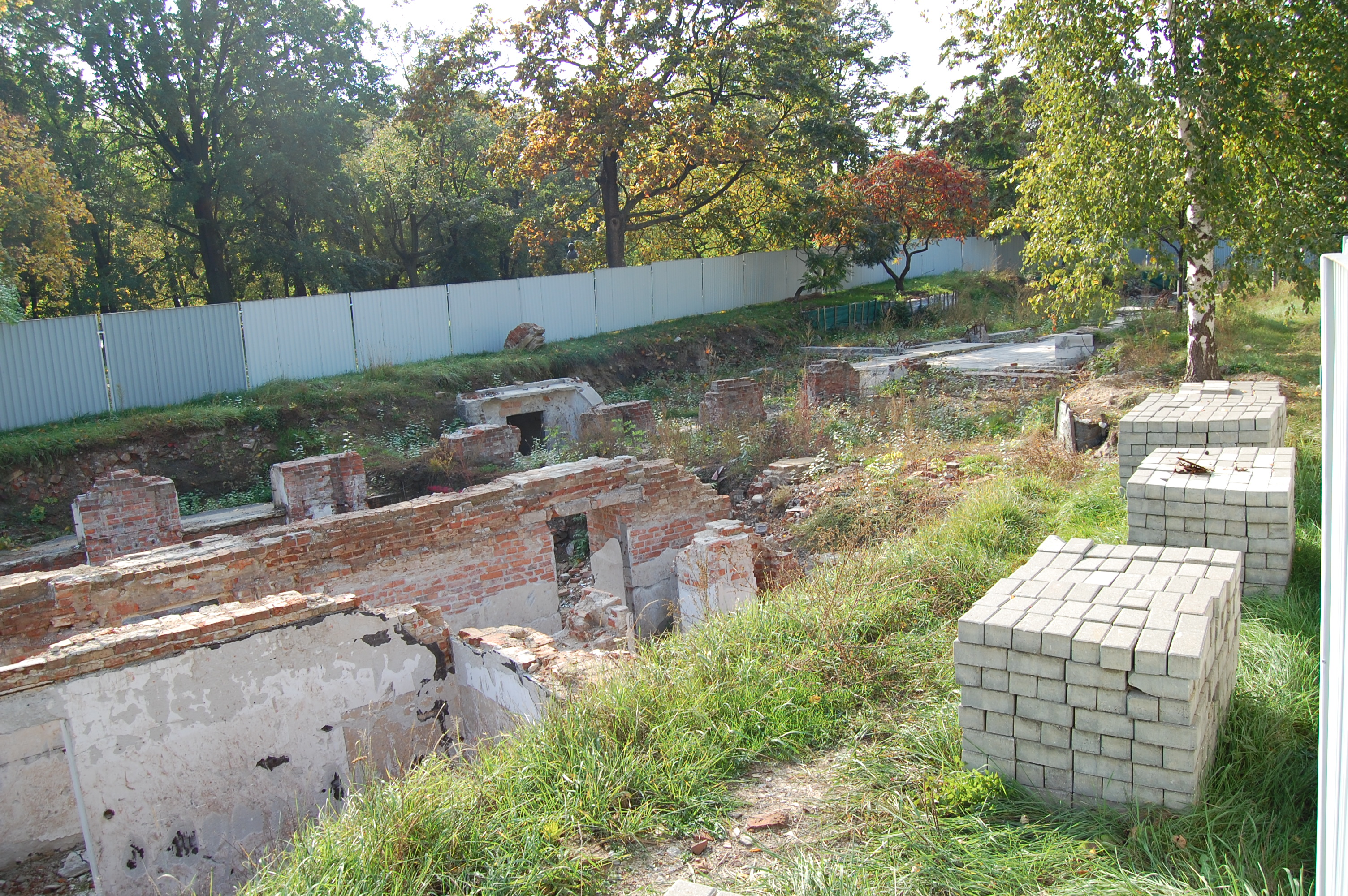
Odsłonięte fundamenty pałacu w październiku 2007

Temat odbudowy pałaców przy placu marsz. Józefa Piłsudskiego odżył w latach 2004–2006 za sprawą ówczesnego prezydenta Warszawy Lecha Kaczyńskiego, który uczynił ją jednym ze sztandarowych projektów swojej prezydentury w stolicy. W lutym 2004 roku ogłoszono przetarg na odbudowę pałaców Saskiego i Brühla oraz kamienicy przy ul. Królewskiej. Wybrano projekt i przedsiębiorstwo Budimex Dromex SA, mające odpowiadać za prace przedprojektowe, projektowe i budowlane. Na odbudowę miasto wyasygnowało środki w wysokości 200 milionów złotych. Częścią działań związanych z realizacją inwestycji było odsłonięcie fundamentów obu pałaców i kompleksowe badania archeologiczne oraz wpisanie do rejestru zabytków fundamentów pałacu Saskiego. Ostatecznie, w 2008 roku prezydent Warszawy Hanna Gronkiewicz-Waltz zdecydowała o rozwiązaniu umowy z wykonawcą inwestycji, mimo że dotychczas poniesione koszty wynosiły 15,6 miliona złotych. Decyzja ta była argumentowana wpisem odsłoniętych piwnic do rejestru zabytków. We wrześniu 2008 roku odkryte fundamenty zasypano piaskiem i zabezpieczono geowłókniną do czasu ewentualnego wznowienia prac budowlanych. Środki przeznaczone na odbudowę pałaców prezydent miasta przeznaczyła na budowę mostu Północnego.
W 2012 powstało stowarzyszenie „Saski 2018”, złożone z prawników, archeologów, przewodników po Warszawie i varsavianistów, którego podstawowym celem statutowym było doprowadzenie do odbudowy zachodniej pierzei placu Piłsudskiego z pałacem Saskim, pałacem Brühla i kamienicami od strony ul. Królewskiej, przy jednoczesnym opowiadaniu się za wznowieniem przerwanej inwestycji do 11 listopada 2018 roku, na setną rocznicę odzyskania niepodległości przez Polskę. We wrześniu 2018 roku Komitet Narodowych Obchodów Setnej Rocznicy Odzyskania Niepodległości Rzeczypospolitej Polskiej poparł inicjatywę prezydenta Polski Andrzeja Dudy dotyczącą odbudowy pałaców, zgodnie z którą pałac Brühla miałby się stać siedzibą Ministerstwa Spraw Zagranicznych, zaś pałac Saski siedzibą Senatu. 

#### Zatwierdzenie i przygotowania
W lipcu 2021 Andrzej Duda wniósł do Sejmu projekt ustawy o odbudowie pałacu Brühla, pałacu Saskiego oraz trzech kamienic przy ul. Królewskiej w Warszawie. Sejm uchwalił ustawę 23 lipca 2021, a prezydent podpisał ją 15 sierpnia tego roku. Z chwilą wejścia w życie ustawy stowarzyszenie „Saski 2018” uznało swój cel statutowy za zrealizowany, w związku czym przyjęło uchwałę o swoim rozwiązaniu. 1 grudnia 2021 powołano do życia spółkę celową Pałac Saski, mającą zapewnić odbudowę pałacu Saskiego, pałacu Brühla i kamienic przy ul. Królewskiej, a także efektywnie zarządzać tymi nieruchomościami po odbudowie. W skład jej zarządu weszli Jan Edmund Kowalski jako prezes, Robert Cicirko jako wiceprezes oraz Robert Bernisz jako członek zarządu. Tego samego dnia powołano również Radę Nadzorczą, w której skład weszli Robert Chmielarczyk, Grzegorz Kłoczko, Michał Olszewski, Michał Pelczarski, Małgorzata Podrecka oraz Rafał Wiśniewski.
18 sierpnia 2022 na placu marsz. Józefa Piłsudskiego rozpoczęły się pierwsze prace związane z przygotowaniem terenu do odbudowy pałacu Brühla, a także pałacu Saskiego i kamienic przy ul. Królewskiej. 
18 października 2022 otwarto wystawę Okruchy przeszłości, mającą postać rozwieszonych na ogrodzeniu terenu odbudowy budynków wielkoformatowych plansz ze zdjęciami historycznych przedmiotów, wydobytych podczas prac archeologicznych, prowadzonych na obszarze po pałacu Saskim w latach 2006–2008, oraz tekstem dotyczącym historii zabudowań zachodniej pierzei placu Piłsudskiego. W otwarciu wystawy uczestniczył minister kultury i dziedzictwa narodowego Piotr Gliński, który w swoim przemówieniu stwierdził, że pałac Saski, pałac Brühla i kamienice przy ul. Królewskiej mają zostać odbudowane „nie tylko w stylu, ale także z autentycznych, historycznych materiałów” oraz dodał, że w pałacu Brühla znajdzie się Senat, a w pałacu Saskim reprezentacyjne przestrzenie dla Urzędu Marszałkowskiego. Obecny na uroczystości prezes spółki Pałac Saski dodatkowo poinformował, że planowane jest przeprowadzenie badań archeologicznych na terenie po pałacu Brühla, gdzie takie badania jeszcze nigdy nie były prowadzone. Wystawa na ogrodzeniu terenu odbudowy na początku listopada 2022 roku wywołała kontrowersje wśród przedstawicieli ówczesnej polskiej opozycji politycznej z powodu wysokich kosztów wykonania i utrzymania (około miliona złotych) i wykonawcy (spółka PWC „Oko i Ucho”, której wiceprezesem i udziałowcem był Paweł Wilski – wieloletni współpracownik i zastępca dyrektora Narodowego Instytutu Kardiologii, Łukasza Szumowskiego). Spółka Pałac Saski odpowiedziała na zarzuty oświadczając, iż jej zdaniem wszystkie działania zostały podjęte w zgodzie z ustawą Prawo zamówień publicznych, a wykonawca (spółka PWC „Oko i Ucho”) wykazał się wieloletnim doświadczeniem, mając w swoim dorobku m.in. nagradzane kampanie społeczne czy wystawy historyczne i okolicznościowe.
29 listopada 2022 spółka Pałac Saski Sp. z o.o. podpisała umowę ze Stowarzyszeniem Architektów Polskich (SARP) na zorganizowanie i przeprowadzenie w kolejnym roku międzynarodowego konkursu architektoniczno-urbanistycznego na opracowanie koncepcji architektonicznej wraz z zagospodarowaniem terenu dla inwestycji w postaci odbudowy pałacu Brühla, pałacu Saskiego oraz kamienic przy ulicy Królewskiej. 27 marca 2023 konkurs został opublikowany w Dzienniku Urzędowym Unii Europejskiej, zaś 12 października tego roku ogłoszono jego wyniki w siedzibie SARP. Spośród jedenastu prac zgłoszonych do obwarowanego restrykcyjnymi wymaganiami co do sposobu realizacji inwestycji konkursu pięć zakwalifikowało się do drugiego etapu konkursowej rywalizacji, a zwycięzcą został projekt warszawskiej pracowni WXCA Group sp. z o.o.
W styczniu 2024 minister kultury i dziedzictwa narodowego Bartłomiej Sienkiewicz dokonał zmian we władzach spółki Pałac Saski sp. z o.o. i powołał jednoosobowy zarząd w postaci prezesa Jana Zajączkowskiego.